# Stenomalina micans
Stenomalina micans is een vliesvleugelig insect uit de familie Pteromalidae. De wetenschappelijke naam is voor het eerst geldig gepubliceerd in 1813 door Olivier.